# Limnoria insulae
Limnoria insulae är en kräftdjursart som beskrevs av Menzies 1957. Limnoria insulae ingår i släktet Limnoria och familjen borrgråsuggor. Inga underarter finns listade i Catalogue of Life.